# Véronique Dehant

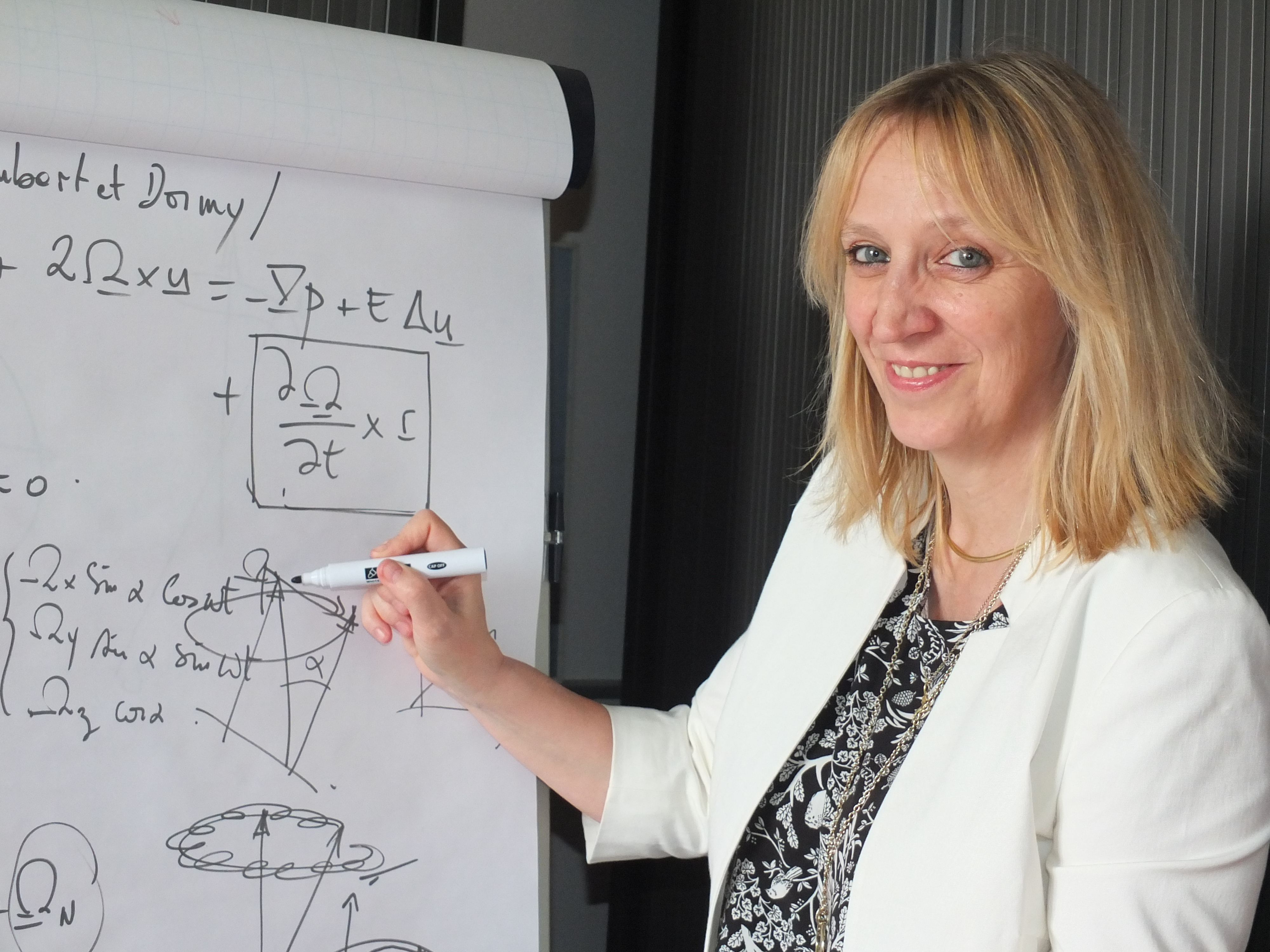
Veronique Dehant, 2016

Véronique Dehant (* 24. Juli 1959 in Brüssel) ist eine belgische Mathematikerin, Geophysikerin, Geodätin, Astronomin und Hochschullehrerin.

## Leben
Dehant studierte an der Université catholique de Louvain (UCLouvain). Dort erwarb sie 1981 ihr Diplom, 1982 ihren Master, promovierte 1986 und habilitierte sich 1992. Sie lehrt seit 1991 als Dozentin und als außerordentliche Professorin an der UCLouvain. Außerdem nimmt sie Lehraufträge an der Universität Nantes, an der Universität Lüttich und am Collège de France wahr.
Von 1993 bis 2014 arbeitete Dehant als leitende Forscherin an der Königlichen Sternwarte von Belgien, wo sie seit 2015 die Abteilung Referenzsysteme und Planetologie leitet.

## Forschung und Lehre
Dehant entwickelte mathematische Modelle, mit deren Hilfe sie grundlegende Erkenntnisse über die Struktur der Erde und ihre Verformung gewann. Es gelang ihr die verschiedenen Einflüsse der Gravitation von Mond und Sonne, der Rotationskräfte, der Präzession der Erdachse und speziell ihrer Nutation auf den festen inneren Erdkern und den flüssigen äußeren Erdkern zu modellieren.
Als Leiterin des Büros für den Erdkern innerhalb des Internationalen Dienstes für Erdrotation und Referenzsysteme kam sie mit ihren Berechnungen zu Ergebnissen, die große Bedeutung für die Navigation von Raumfahrtmissionen haben.
Gegenwärtig wendet Dehant ihre Methoden und ihre Erfahrung auf die Planeten Mars, Venus und Merkur und auf die Eismonde der äußeren Gasplaneten an. Außerdem forscht sie über die Bewohnbarkeit der Himmelskörper unseres Sonnensystems.
Dehant hat mehr als 500 Publikationen verfasst. Ihr h-Index liegt bei 54.

## Mitgliedschaften und Ämter
Dehant ist Mitglied zahlreicher Komitees und Organisationen, darunter
- seit 1987: der Internationalen Astronomische Union
- seit 1988: der Internationalen Union für Geodäsie und Geophysik
- seit 1988: der International Association of Geodesy
- seit 1989: der European Geosciences Union
- seit 1989: der American Geophysical Union
- seit 2018: der Space Situational Awareness der Europäischen Weltraumorganisation (ESA)
- seit 2019: des European Astrobiology Institutes, Vertreterin von Belgien[2][1]

Innerhalb dieser Gruppen, Organisationen und Vereinigungen nimmt Dehant verschiedene Leitungsfunktionen wahr, darunter
- seit 2013: Leiterin der Arbeitsgruppe Ephemerides and tide processing der Mars-Mission InSight
- seit 2014: Leiterin des Zentrums für Weltraumstrahlung am UCLouvain
- 2020–2025: Koordinatorin des EU-Projektes GRACEFUL (GRavimetrie, mAgnetisme and CorE Flow)[2][1]

Sie nimmt als Forscherin in verschiedenen Funktionen an vielen Projekten teil, darunter
- seit 2003: MaRS (Mars-Radio-Science-Experiment) bei Mars Express
- seit 2005: MORE (Mercury Orbiter Radio-science Experiment) bei BepiColombo
- seit 2011: Seismic Experiment (SEIS), Rotation and Interior Structure Experiment (RISE), Data and Archive Working Group (DAWG) bei InSight
- seit 2012: 3GM (Gravity & Geophysics of Jupiter and Galilean Moons) bei JUICE (Jupiter Icy Moons Explorer; deutsch Jupiter-Eismond-Erkunder)
- 2018–2024: EOS (Excellence Of Science) ET-HOME Evolution and Tracers of the Habitability Of Mars and Earth
- seit 2020: Lander Radioscience experiment (LaRa) bei ExoMars 2022[2][1]

## Preise, Anerkennung
Dehant erhielt für ihre Arbeit viele Auszeichnungen und Preise, darunter
- 2003: die Vening Meinesz Medal der European Geosciences Union
- 2003: den Descartes-Preis
- 2013: den belgischen Orden für Zivilverdienste erster Klasse
- 2016: den Orden Leopolds II., Kommandeur
- 2016: die Charles A. Whitten Medal
- 2023: den Kronenorden (Belgien), Großoffizier verliehen durch den König der Belgier.

Sie wurde zum Mitglied mehrerer Akademien und Vereinigungen berufen, darunter
- 1991: Fellow der International Association of Geodesy
- 1999: Academia Europaea
- 2007: Fellow der American Geophysical Union
- 2008 Bureau des Longitudes
- 2010 Académie royale des Sciences, des Lettres et des Beaux-Arts de Belgique[4]
- 2015 Académie des sciences von Frankreich.
- 2023: National Academy of Sciences der Vereinigten Staaten[1][2]

Der 1991 von Eric Walter Elst entdeckte Asteroid (11895) Dehant wurde nach Véronique Dehant benannt.

## Veröffentlichungen (Auswahl)
- Veronique Dehant, Mioara Mandea, Anny Cazenave, Lorena Moreira: Probing Earth’s Deep Interior using Space Observations Synergistically, 2023, Springer, ISBN 978-3-03139281-8
- Heike Rauer, Véronique Dehant: Solar system-exoplanet scientific synergies in the context of Horizon 2061 science questions about Planetary Systems and of the programmatic landscape, 43rd COSPAR Scientific Assembly, 2021
- Veronique Dehant, Vinciane Debaille, Vera Dobos, Fabrice Gaillard, Cedric Gillmann et al.: Geoscience for Understanding Habitability in the Solar System and Beyond, Space Science Reviews, vol. 215, 2019
- Rafael Rodrigo, Véronique Dehant, Leonid Gurvits, Michael Kramer, Ryan Park, Peter Wolf, John Zarnecki: High Performance Clocks with Special Emphasis on Geodesy and Geophysics and Applications to Other Bodies of the Solar System, 2018, Springer, ISBN 978-94-024-1565-0
- Véronique Dehant: Habiter sur une lune du système solaire? Académie royale de Belgique, 2015,  ISBN 978-2-8031-0496-3
- V. Dehant, P.M. Mathews: Precession, Nutation and Wobble of the Earth, Cambridge University Press, 2015, ISBN 978-1-316-13613-3
- Yaël Nazé, Véronique Dehant: A la recherche d'autres mondes: Les exoplanètes, 2013, Académie Royale de Belgique, ISBN 978-2-8031-0365-2
- Véronique Dehant: Habiter sur Mars?, Collection Livre de poche, 2012, ISBN 978-2-8031-0306-5
- Véronique Dehant: A Liquid Core for Mars?, Science, vol. 300, no 5617, 2003 online
- Veronique Dehant, Kenneth C. Creager, Shun-Ichiro Karato, Stephen Zatman: Earth's Core: Dynamics, Structure, Rotation, 2003, American Geophysical Union, ISBN 978-0-87590-533-4

Dehant  trug jeweils mit einem Kapitel zur Reihe Treatise on Geophysics (Elsevier, ISBN 978-0-444-53802-4), zur Encyclopedia of Astronomy and Astrophysics (CRC Press, ISBN 978-1-00-322043-5) und zur Encyclopedia of the Solar System (Elsevier, ISBN 978-0-12-415845-0) bei.

## Online-Vorträge (Auswahl)
- Jul 2023 – François Fripiat, Jean François Remacle, Véronique Dehant auf YouTube, 27. Juli 2023, abgerufen am 28. November 2023.
- I Love Science Festival 2023 – Véronique Dehant auf YouTube, 16. Oktober 2023, abgerufen am 28. November 2023.
- « Habitabilité de Mars et ailleurs », par Véronique Dehant auf YouTube, 19. August 2021, abgerufen am 28. November 2023.
- Veronique Dehant – Extraordinary Professor UCL auf YouTube, 5. September 2018, abgerufen am 28. November 2023.
- [Conférence] A. CAZENAVE – Présentation de Véronique Dehant auf YouTube, 7. November 2017, abgerufen am 28. November 2023.
- Veronique Dehant – Habitability of planets auf YouTube, 10. März 2017, abgerufen am 28. November 2023.
- Les planètes et lunes du système solaire sont-elles habitables? Véronique Dehant, TEDxUNamur auf YouTube, 1. März 2017, abgerufen am 28. November 2023.
- Habiter sur une lune du système solaire ? auf YouTube, 1. Oktober 2015, abgerufen am 28. November 2023.
- Véronique Dehant – Habiter sur Mars ? auf YouTube, 4. Februar 2013, abgerufen am 28. November 2023.